# Wagary (film)
Wagary (tytuł oryg. Cutting Class) − amerykański film fabularny (horror/komedia) z 1989 roku w reżyserii Rospo Pallenberga, spin-off slashera Krwawy odwet (1986). W filmie, w jednej ze swoich pierwszych ról, wystąpił aktor Brad Pitt. Na ekranie towarzyszą mu Jill Schoelen, Donovan Leitch oraz Roddy McDowall. Premiera Wagarów nastąpiła w lipcu 1989; wówczas obraz wydano na rynku video w Stanach Zjednoczonych. Film spotkał się z dystrybucją kinową w Portugalii. Krytycy wydali horrorowi negatywne recenzje.

## Obsada
- Jill Schoelen − Paula Carson
- Brad Pitt − Dwight Ingalls
- Donovan Leitch − Brian Woods
- Roddy McDowall − pan Dante, dyrektor szkoły
- Martin Mull − William Carson III
- Brenda James − Colleen (w czołówce jako Brenda Lynn Klemme)
- Mark Barnet − Gary
- Robert Glaudini − Shultz